# Sulfato de mercurio(II)
El sulfato de mercurio(II), también conocido como sulfato de mercurio, es un compuesto químico. Su fórmula química es HgSO4. Tiene iones de mercurio y sulfato. El mercurio está en su estado de oxidación +2.

## Propiedades
El mercurio(II) sulfato es un sólido incoloro. Reacciona con agua caliente para producir ácido sulfúrico y un oxisulfato de mercurio que no se disuelve. Es un agente oxidante.

## Preparación
El sulfato de mercurio(II) se obtiene disolviendo una pequeña cantidad de mercurio metálico en ácido sulfúrico concentrado. También se puede hacer reaccionando el óxido de mercurio(II) con ácido sulfúrico.

## Usos
El sulfato de mercurio(II) se utiliza como catalizador en la producción de acetaldehído. Se cree que algunos subproductos de esta reacción que contienen mercurio han envenenado a muchas personas en Japón (enfermedad de Minamata).